# Epa (máscara)

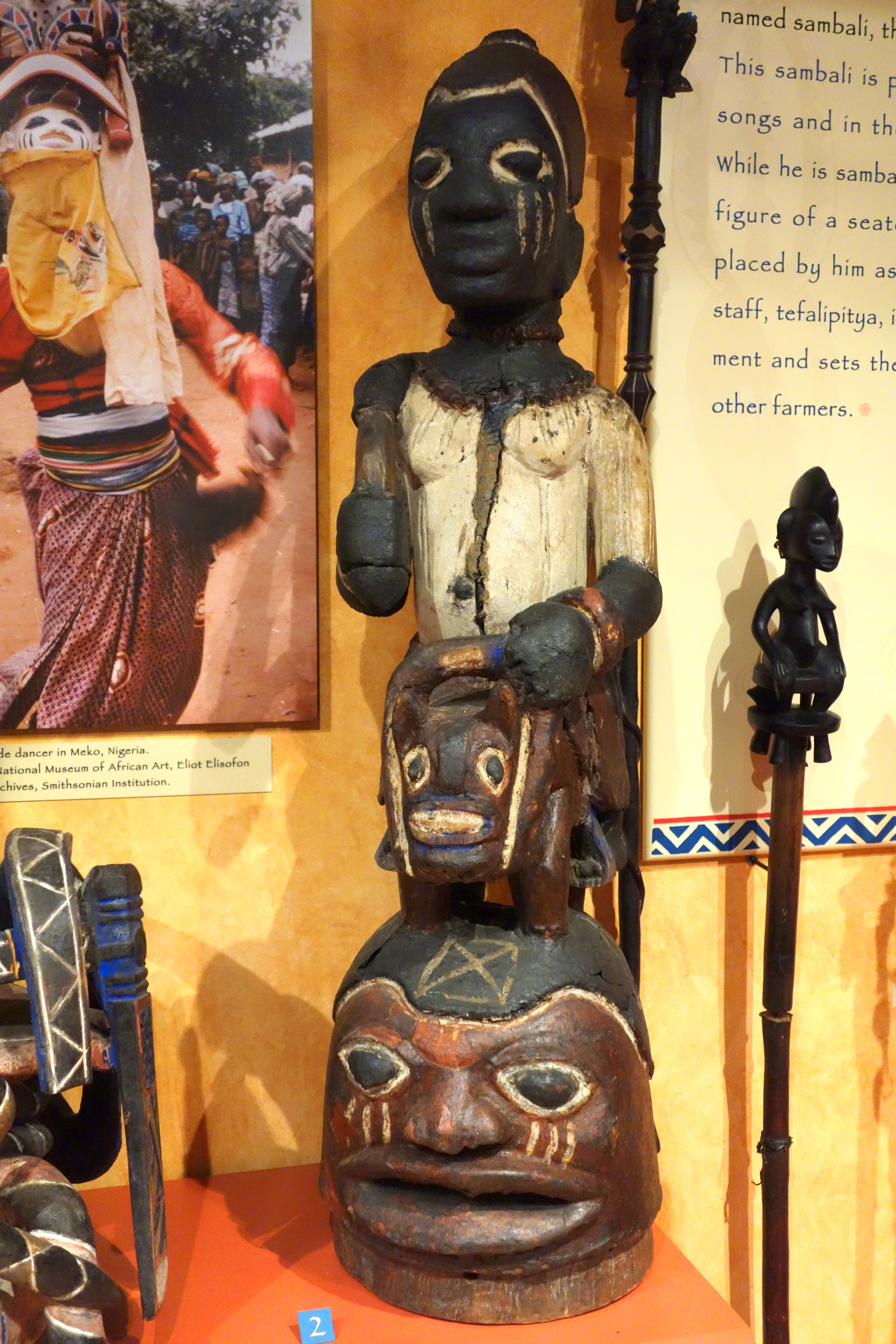
Exposição no Museu Glenbow, Calgary, Alberta, Canadá

Epa é uma máscara elmo confeccionada em madeira, utilizada pelas tribos africanas. Sua base cobre toda a cabeça do portador,e é apoiada no ombro deste.
Sobre o capacete, há uma plataforma composta de figuras. O trabalho é realizado em uma única peça: o elmo, o platô e um tronco central que representa um tema, circunstância ou acontecimento. Outras figuras podem ser entalhadas ao redor por meio de resinas, desde a plataforma do elmo. Este contrasta pela simplicidade, pois representa somente os olhos e algum outro detalhe facial. Os olhos de forma amendoada, com duas bordas, tem o globo ocular vazado para indicar as pupilas. Algumas máscaras tem duas ou mais plataformas com figuras superpostas.
Este tipo de máscara foi criada pelo rei africano Monaco no século XV, quando este proibiu o uso de folhas como forma de cobrir o rosto. Seus servos não aceitaram a nova máscara mas com o tempo acabaram se acostumando. [carece de fontes?]